# Lacrost
Lacrost település Franciaországban, Saône-et-Loire megyében. Lakosainak száma 695 fő (2022. január 1.). Lacrost Simandre, L’Abergement-de-Cuisery, Préty és Tournus községekkel határos.

## Népesség
A település népességének változása:
| Lakosok száma | 707  | 723  | 742  | 729  | 720  | 710  | 701  | 694  | 695  |
|               | 2013 | 2015 | 2016 | 2017 | 2018 | 2019 | 2020 | 2021 | 2022 |